# سعدآباد (شمیران)
نخستین بار، ناصرالدین شاه، به منظور تغییر پایتخت از تهران به شمیران، قریه سعدآباد را برای تأسیس کاخ سلطنتی برگزید. محله یا روستای جعفرآباد که بین دو قریه دربند و سعد آباد واقع می‌باشد در گذشته (دوران قاجار) از اهمیت بالایی برخوردار بوده و یکی از اصلی‌ترین روستاهای شمیران نیز بوده‌است. ناصرالدین شاه با صدور فرمانی سعدآباد را همراه با روستای فیروزبهرام (فیروزآباد) به یکی از خواجگان حرم به نام سرور خان اعتماد حرم بخشید اما پس از مرگ ناصرالدین شاه، امین الدوله صدراعظم با این عنوان که فرمان ناصرالدین شاه ناقص بوده‌است، این املاک را از اعتماد حرم گرفت و به تصرف دولت درآورد. پس از مشروطیت، اعتمادحرم با شکایت به دادگاه، این املاک را پس گرفت و دولت مالکیت او را به رسمیت شناخت
در اواخر دوره قاجار قریه‌های پس قلعه (در دامنه کوه)-سربند-دربند و جعفرآباد متعلق به شخصی بنام یونسعلی میرزا سلیمی که مالک اکثر املاک این محدوده و خان این ناحیه بوده‌است. در دوره رضاشاه، سعدآباد همراه با تمام اراضی جعفرآباد و بخشی از دربند از مالکین غصب و کاخ سعد آباد در آن ساخته شد. کل روستای جعفرآباد و سعد آباد در طرح کاخ از بین رفت و جز کاخ سعد آباد قرارگرفت. پس از مشروطیت، سعدآباد جزو املاک دولتی به‌شمار آمد.
منطقه سعداباد شمیران به دلیل واقع شدن در دامنه رشته کوه البرز و همچنین قرار گرفتن در ارتفاعی بین ۱۷۰۰ تا ۱۸۰۰ متر از سطح دریا دارای آب و هوای معتدل کوهستانی است به طوری که میانگین دمای سالانه این منطقه ۱۲٬۹ درجه سانتیگراد می‌باشد.